# Якопоне да Тоди
Якопо́не да То́ди (итал. Jacopone da Todi), настоящее имя ─ Я́копо дей Бенеде́тти (итал. Jacopo dei Benedetti, лат. Iacobus de Benedictis; 1236, Тоди, Умбрия — 25 декабря 1306, Коллаццоне, Умбрия) — итальянский религиозный поэт, монах-францисканец. Причислен к лику блаженных.

## Биография
Сын адвоката и сам юрист по образованию, гедонист и бонвиван в жизни, после внезапной гибели невесты (во время бракосочетания в результате подземного толчка своды церкви обрушились и убили невесту, а когда её вытащили из-под завала, под роскошным платьем обнаружили власяницу и бичи для самобичевания) пережил в 1268 году душевный перелом, в 1278 году вступил в орден францисканцев. Присоединился к его радикальному крылу (так называемым спиритуалам), подвергся преследованиям папы Бонифация VIII, в 1298 году был заключён в тюрьму. Вышел оттуда в 1303 году и вскоре умер.

## Творчество

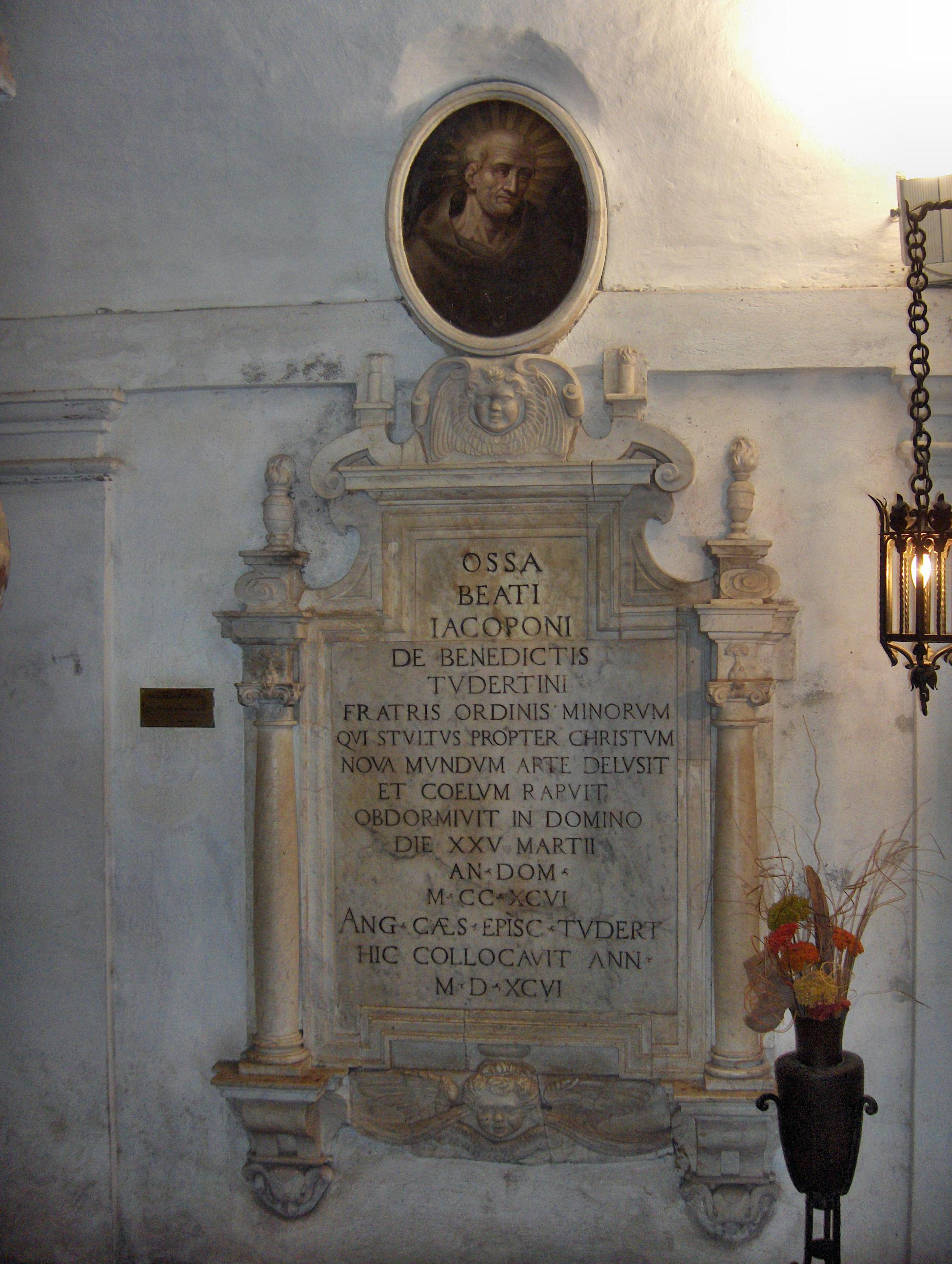
Могила Якопоне да Тоди

Испытал глубокое влияние Дионисия Ареопагита. Автор около 100 мистических лауд — восхвалений Христа, проникнутых беспощадной аскезой и самозабвенным экстазом. Писал на латыни и на умбрийском диалекте. Среди его сочинений — знаменитая секвенция Stabat Mater. Народная молва представляла его юродивым.

## Наследие
Его биографию написал Джованни Папини. Музыку на его стихи писали Луиджи Даллапиккола («Две лауды Якопоне да Тоди» и «Концерт на Рождественскую ночь 1956 года») и Джованни Баттиста Перголези (кантата «Stabat Mater»).

## Переводы на русский язык
- [Стихотворения]. Пер. Раисы Блох. // Строфы века — 2. Антология мировой поэзии в русских переводах XX века. — М.: Полифакт, 1998. — С. 328—329.